# طيار الاختبار (فلم 1938)
طيار الاختبار (بالإنجليزية: Test Pilot) هو فيلم دراما تم إنتاجه في الولايات المتحدة وصدر في سنة 1938.

## بطولة
- كلارك غيبل
- سبنسر تريسي

### ترشيحات وجوائز
| السنة | الحدث  | الفئة     | النتيجة |
| ----- | ------ | --------- | ------- |
|       | أوسكار | أفضل فيلم | ترشـيـح |

## وصلات خارجية
- طيار الاختبار على موقع IMDb (الإنجليزية)
- طيار الاختبار على موقع الموسوعة البريطانية (الإنجليزية)
- طيار الاختبار على موقع روتن توميتوز (الإنجليزية)
- طيار الاختبار على موقع ألو سيني (الفرنسية)
- طيار الاختبار على موقع Turner Classic Movies (الإنجليزية)
- طيار الاختبار على موقع أول موفي (الإنجليزية)
- طيار الاختبار على موقع فيلمافينيتي (الإسبانية)
- طيار الاختبار على موقع قاعدة بيانات الأفلام السويدية (السويدية)
- طيار الاختبار على موقع قاعدة بيانات الفيلم (الإنجليزية)
- طيار الاختبار على موقع ليتربوكسد (الإنجليزية)